# Martin Kobe
Martin Kobe (* 9. Januar 1973 in Dresden) ist ein deutscher Maler.

## Leben
Martin Kobe studierte von 1995 bis 2000 Malerei an der Hochschule für Grafik und Buchkunst in Leipzig. Von 2000 bis 2003 war er Meisterschüler von Arno Rink. Er lebt und arbeitet in Leipzig.

## Ausstellungen (Auswahl)
- 2002 – Martin Kobe – Malerei, Galerie Dogenhaus, Leipzig, Deutschland
- 2003 – Malere – Galerie LIGA, Berlin, Deutschland
- 2004 – Kunstverein Leipzig, Deutschland
- 2004 – Galerie LIGA, Berlin, Deutschland
- 2005 – Loomings – Inside the White Cube, London, United Kingdom
- 2006 – Rudera – Christian Ehrentraut, Berlin, Deutschland
- 2007 – The Centre Cannot Hold – Galerie Neue Meister, Staatliche Kunstsammlungen Dresden, Kunsthalle im Lipsiusbau, Dresden, Deutschland
- 2007 – Behind True Symmetry – White Cube, London, United Kingdom
- 2009 – Other Monuments – Domus Artium, Salamanca, Spanien
- 2009 – Schwarze Risse weisser Quader – Galerie Christian Ehrentraut, Berlin, Deutschland
- 2012 – dystown – Brand New Gallery, Milano, Italien
- 2013 – Perisphere – Pippy Houldsworth Gallery, London, United Kingdom
- 2014 – Collection Platform, Pinchuk Art Centre, Kiev, Ukraine
- 2015 – Credits – Christian Ehrentraut, Berlin, Deutschland
- 2016 – Wahlverwandtschaften, Deutsche Kunst seit den späten 1960er Jahren, Latvian National Museum of Art, Riga, Littauen
- 2017 – Shaping Space – Galerie Isa, Mumbai, Indien
- 2017 – Inside the Line – Galerie Jochen Hempel, Berlin, Deutschland